# Roberto Benigni
Roberto Remigio Benigni (Manciano La Misericordia, 27 oktober 1952) is een Italiaans acteur en filmregisseur.

## Biografie
Benigni is het meest bekend door de tragikomedie La vita è bella, over een man die zijn zoontje probeert te beschermen tijdens zijn gevangenschap in een naziconcentratiekamp door te doen alsof het een spel is.
Benigni's vader verbleef twee jaar in het concentratiekamp in Bergen-Belsen. De film won de Oscar voor beste buitenlandse film en Benigni zelf won de Oscar voor beste acteur. De film levert ook typische Toscaanse elementen op omdat Benigni gebruik maakte van levensechte decors in Toscane, bijvoorbeeld in Arezzo en Montevarchi.
Hij heeft ook een belangrijke rol in Asterix & Obelix tegen Caesar, als Catastrofus, het hulpje van Caesar. Benigni verraadt Caesar en krijgt het toverdrankje van de Galliërs in handen en daarmee wil hij het bestuur van het Rijk overnemen.
Benigni's vrouw, Nicoletta Braschi, speelt mee in de meeste van zijn films.
In 2007 ontving hij een eredoctoraat aan de Katholieke Universiteit Leuven.

## Filmografie
- To Rome with Love (2012)
- La tigre e la neve (2005)
- Coffee and Cigarettes (2003)
- Pinocchio (2002)
- Asterix & Obelix tegen Caesar (1999)
- La vita è bella (1997)
- Il mostro (1994)
- Son of the Pink Panther (1993)
- Johnny Stecchino (1991)
- Night on Earth (1991)
- La voce della luna (1990)
- Il piccolo diavolo (1988)
- Down by Law (1986)
- Non ci resta che piancere (1985)
- Effetti personali (1983)
- 'F.F.S.S.', cioè:... che mi hai portato a fare sopra a Posillipo se non mi vuoi più bene? (1983)
- Tu mi turbi (1983)
- Il minestrone (1981)
- Pap'occhio (1980)
- Chiedo asilo (1979)
- Clair de femme (1979)
- La luna (1979)
- I giorni cantati (1979)
- Letti selvaggi (1979)
- Berlinguer ti voglio bene (1977)

- Bibsys: 90526308
- Biblioteca Nacional de Chile: 000471620
- Biblioteca Nacional de España: XX1172795
- Bibliothèque nationale de France: cb12320696w (data)
- Catàleg d'autoritats de noms i títols de Catalunya: 981058514345306706
- CiNii: DA12022430
- Gemeinsame Normdatei: 118908782
- International Standard Name Identifier: 0000 0001 1450 1541
- Library of Congress Control Number: n92009250
- Nationale Bibliotheek van Letland: 000240218
- MusicBrainz: e6f52968-44ea-49dc-9494-fc1ea2272683
- Bibliotheek van het Japanse parlement: 00730860
- Nationale Bibliotheek van Tsjechië: ola2002152559
- Nationale bibliotheek van Australië: 40034999
- Nationale Bibliotheek van Israël: 987007258551605171
- Nationale Bibliotheek van Polen: a0000002952902
- Nationale en Universitaire bibliotheek Zagreb: 000563194
- Nederlandse Thesaurus van Auteursnamen: 069669511
- Réseau des bibliothèques de Suisse occidentale: 02-A002990254
- Istituto Centrale per il Catalogo Unico: CFIV043321
- SNAC: w6r795z3
- Système universitaire de documentation: 032379560
- Trove: 1038545
- Virtual International Authority File: 84965604
- WorldCat: E39PBJk8WYh6DcGkCR3gKPXDbd